# Bote an der Weser
Bote an der Weser war eine Tageszeitung im Kreis Minden, im Kreis Stolzenau und im Landkreis Schaumburg-Lippe, die von 1907 bis 1941 eigenständig bestand.

## Geschichte
Die Zeitung nannte sich auch Heimatblatt der Kreise Minden, Stolzenau und Schaumburg-Lippe oder auch Mindener Land-Kreis-Blatt. "Der Bote an der Weser" erschien zum ersten Mal am 9. März 1907 als Tageszeitung. Im Jahr 1910 wurde sie im Schloss von Petershagen gedruckt und erschien von da an bis 1941 dreimal in der Woche. Herausgeber war Hermann Heims und gedruckt wurde die Zeitung in Petershagen. Dann wurde sie vom Mindener Tageblatt "gegen den Widerstand der NS-Presse vom Mindener Tageblatt erworben und in Minden gedruckt". Ab 1946 erschien sie dann immer noch unter eigenem Namen täglich. 1966 wurde er dann ganz in das Mindener Tageblatt integriert, der eigenständige Name verschwand., wenn auch das Mindener Tageblatt noch bis 1991 im Kopf den Satz stehen hatte: "Seit 1941 mit dem Boten an der Weser".
Der Name der Zeitung stammt von der Lage des Verbreitungsgebiets. Die Kreise, in denen sie erschien, liegen stromab von Minden an der Weser.